# Шлёссер, Луи
Луи Шлёссер (нем. Louis Schlösser; 1800—1886) — пианист, композитор, дирижёр и музыкальный критик.

## Биография
Луи Шлёссер родился 17 ноября 1800 года в городе Дармштадте. Учился музыке у Игнаца Ксавера фон Зайфрида, Йозефа Майзедера и Антонио Сальери в Вене, затем у Жана-Франсуа Лесюёра и Рудольфа Крейцера в Париже. Получил место придворного капельмейстера в родном городе.
Написал оперы: «Das Leben ein Traum» (1839), «Die Braut des Herzogs» (1847), мелодраму «Die Jahreszeiten», музыку к «Фаусту», антракты, балеты, симфонии; увертюры, струнные квартеты, концерты, фортепьянные сочинения, романсы и другие произведения, значительное число из которых были напечатаны ещё при жизни автора.
Луи Шлёссер умер 17 ноября 1886 года в родном городе. Был похоронен на Еврейском кладбище.
Его сын Адольф пошёл по стопам отца и тоже посвятил свою жизнь музыке: с 1847 года он неоднократно гастролировал по Германии, а в 1853 году поселился в Лондоне, где стал известен как пианист и композитор и вскоре стал профессором при «Royal Academy of Music»; были изданы его фортепьянные квартет и трио, а также ряд этюдов и множество песен.
Среди его учеников был, в частности, Иосиф Абенгейм.